# Дартфорд (район)
Дартфорд (англ. Dartford) — неметрополитенский район (англ. non-metropolitan district) в графстве Кент (Англия). Административный центр — город Дартфорд.

## География
Район расположен в северо-западной части графства Кент вдоль правого берега реки Темза, граничит с лондонским боро Бексли и с графством Эссекс.

## История
Район был образован 1 апреля 1974 года в результате объединения боро Дартфорд, городского района (англ. Urban district) Суонском и части сельского района (англ. Rural District) Дартфорд.

## Состав
В состав района входят 2 города:
- Дартфорд
- Суонском

и 8 общин (англ. civil parish):
- Бин
- Дарент
- Лонгфилд-энд-Нью-Барн
- Саутфлит
- Стон
- Саттон-эт-Хон-энд-Холи
- Суонскомб-энд-Гринхит
- Уилмингтон